# Prasophyllum uvidulum
Prasophyllum uvidulum är en orkidéart som beskrevs av David Lloyd Jones och D.T.Rouse. Prasophyllum uvidulum ingår i släktet Prasophyllum och familjen orkidéer. Inga underarter finns listade i Catalogue of Life.